# (8165) Gnädig
(8165) Gnädig, désignation internationale (8165) Gnadig, est un astéroïde de la ceinture principale.

## Description
(8165) Gnadig est un astéroïde de la ceinture principale. Il fut découvert le 21 novembre 1990 à La Silla par Eric Walter Elst. Il présente une orbite caractérisée par un demi-grand axe de 2,28 UA, une excentricité de 0,21 et une inclinaison de 7,6° par rapport à l'écliptique.

## Compléments